# Ricci 6
Il Ricci 6 fu un piccolo triplano progettato da Umberto ed Ettore Ricci. Volò per la prima volta nel 1918 a Bagnoli pilotato da B. Albertazzi. Era semplice e robusto; aveva un'apertura alare di appena 3,50 m (meno del Caproni-Pensuti) quando venne presentato per la prima volta nel 1920 al salone di Parigi. Durante la manifestazione per l'anniversario della vittoria del 1920, decollò dal Pincio a Roma lanciando manifestini sulla città. Venne costruito un secondo R 6 con motore Anzani a 6 cilindri dalla Società Bacini e Scali a Napoli. Completate le prove militari, l'R6 fu consegnato all'aeronautica ricevendo la matricola MM167.

## Utilizzatori
Italia
- Regia Aeronautica

## Esemplari esistenti

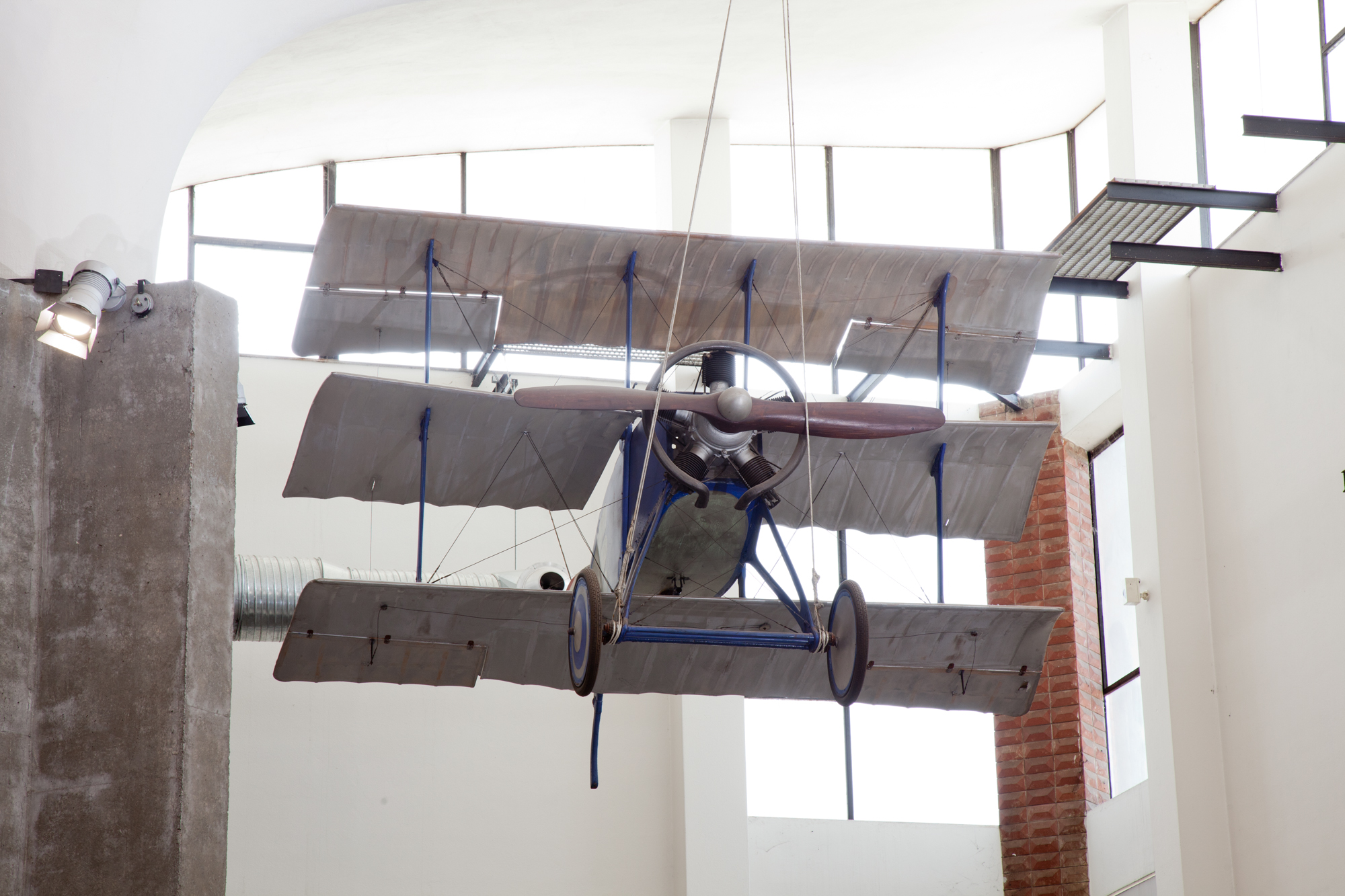
Vista frontale del Triplano Ricci 6 esposto al Museo nazionale della scienza e della tecnologia Leonardo da Vinci di Milano.

Una replica, realizzata con pezzi originali del primo esemplare nel 1967, è esposta al Museo nazionale della scienza e della tecnologia Leonardo da Vinci nel padiglione aeronavale.